# Magnum Research BFR
La Magnum Research BFR è una rivoltella realizzata da Magnum Research. L'acronimo BFR sta per Big Frame Revolver.

## Caratteristiche
Il revolver è ad azione singola, basato sul classico schema della Colt Single Action Army del 1873. È realizzato in acciaio inossidabile. Può essere camerato in diversi calibri, tutti estremamente potenti, alcuni dei quali da fucile. Tra i tanti vale la pena di menzionare il .500 S&W Magnum, il .30-30 Winchester, il .45/70 Government ed il .50 Beowulf. Come già visto sui revolver a singola azione Ruger aprendo lo sportellino di caricamento posto sul lato destro si manda in folle il tamburo, che può così liberamente ruotare tanto verso destra che verso sinistra.
Il revolver viene prodotto in 2 varianti, una con cilindro lungo per munizioni da fucile, ed una con cilindro da revolver tradizionale (chiamato "corto" da Magnum Research). Alcuni modelli che utilizzano munizioni con stesso diametro (come il .45-70 Government ed il .450 Marlin) vengono dotati di 2 cilindri per la stessa arma.
Il BFR veniva prodotto inizialmente dall'azienda D-MAX a Springfield in Dakota del Sud, finché non venne acquisita da Magnum Resarch.

## La BFR nella cultura di massa
- In ambito videoludico, la BFR compare nel videogioco Fallout: New Vegas (Dove viene denominato Revolver da Caccia)[2].